# Križarski grad
Kot križarski grad označujemo gradove in trdnjave, ki so bile povezane s križarskimi vojnami in so jih zgradili ali zasedli v Sveti deželi Križarji.
Značilnost križarskih gradov je tako imenovana »križarska arhitektura«, mešanica evropskih, bizantinskih, armenskih in arabskih arhitekturnih slogov. Ti gradovi so skoraj vsi doživeli zelo razgibano zgodovino obleganj, osvajanj in ponovnih osvajanj, pogosto znotraj nekaj let ali desetletij. Nenehna obnova, ki so jo izvajali razni osvajalci je privedla do mešanja slogov. Križarski gradovi se večinoma nahajajo v današnji Siriji, Mali Aziji in Levantu ob sredozemski obali ali v zaledju.
Gradovi v Sveti deželi so vplivali tudi na slog v Evropi. Taki primeri so Edvardovi gradovi v Walesu, kot sta grad Caerleon ali grad Harlech in Château Gaillard v Franciji.
Spodnji seznam predstavljajo gradovi v vzhodnem Mediteranu in na Bližnjem vzhodu in so jih zgradili Križarji.

## Sveta dežela / Kraljestvo Jeruzalem

### Ciper
- Grad Buffavento
- Famagusta
- Grad Kantara
- Grad Kolossi
- Grad Kyrenia
- Grad Larnaca
- Grad Limassol
- Grad Pafos
- Grad St. Hilarion

### Izrael
- Aka – utrjeno mesto
- Arsuf, tudi Arsur ali Apollonia – utrjeno mesto in citadela, Arsufova utrdba; Narodni park in naravni rezervat Izraela
- Belveer – križarski grad o katerem je malo sledov; narodni park
- Trdnjava Belvoir; Narodni park Kochav HaYarden
- Beit She'an – razvaline gradu poleg starodavnega mesta, trdnjava gospostva Bethsan
- Caco pri Qaqunu – ruševine gradu iz križarskega in mameluškega obdobja; narodni park
- Beth Gibelin – razvaline gradu poleg starodavnega mesta, trdnjava gospostva Bet Gibelin; narodni park
- Cezareja Maritima, trdnjava gospostva iz Cezareje - utrjeno pristaniško mesto; narodni park
- Cafarlet, in Hebrew HaBonim Fortress – ruševine gradu Umajadskega kalifata so Križarji ponovno uporabili
- Casal des Plains – Ruševine križarskega stolpa znotraj mesta
- Casal Imbert – pri Akhzivu (prej Az-Zeeb) – križarsko "novo mesto" s stolpom; danes ni vidno nič
- Castellum Regis; znotraj vasi
- Chastellet, grajske ruševine Jakoba Forda: znan tudi kot Vadum Iacob, le Chastelez, Ateret, Qasr al-'Atra
- Château Pèlerin, znan tudi kot grad Atlit in romarski grad; prava vojaška baza
- la Tour Rouge ali Turris Rubea pri Burgati – arabsko: Burj al-Ahmar, hebrejsko: Hurvat Burgata
- Latrun
- Le Destroit
- Migdal Afek, v hebrejščini Migdal Tsedek, oporišče gospostva Mirabel
- Montfort; inside national park
- Trdnjava Nimrod, prvotno Qal'at as-Subayba; prvotno muslimanski grad zgrajen za obrambo pred Križarji, zdaj narodni park
- Ramla, gospostvo Ramla
- Saphet ali Trdnjava Safed
- Tiberija- stara rimska utrdba, ki gleda na Galilejsko jezero
- Davidov stolp – citadela v Jeruzalemu
- Tzippori – Sepphoris (latinsko), Saffuriya (arabsko): stolp; narodni park
- Trdnjava Yehiam – križarsko ime grad Judin; narodni park

### Jordanija
- Grad Al-Karak
- grad Montreal
- Vaux Moise

### Libanon
- Grad Beaufort
- Grad Biblos
- Citadela Raymonda de Saint-Gillesa
- Trdnjava Mseilha
- Grad sv. Ludvika
- Morski grad, Sidon, trdnjava gospostva Toron
- Toron, trdnjava gospostva Toron

### Sirija
- Chastel Blanc
- Krak des Chevaliers
- Margat, tudi Marqab
- Grad Masyaf
- Saladinov grad, tudi Saône

### Turčija
- Amouda
- Grad Ayasuluk, Selçuk
- Bagras
- Namrun Kalesi (Lampron)
- Servantikar
- Yılankale ali Grad kač